# Гнідинська сільська рада (Варвинський район)
Гні́динська сільська́ ра́да — адміністративно-територіальна одиниця та орган місцевого самоврядування в Варвинському районі Чернігівської області. Адміністративний центр — село Гнідинці.

## Загальні відомості
- Територія ради: 33,659 км²
- Населення ради: 1 049 осіб (станом на 2001 рік)

Гнідинська сільська рада створена у 1930 році. Нинішня сільрада стала однією з 14-ти сільських рад Варвинського району і одна з п'ятьох, яка складається з одного населеного пункту.

## Населені пункти
Сільській раді були підпорядковані населені пункти:
- с. Гнідинці

## Освіта й господарство
На території сільської ради діє Гнідинцівська ЗОШ І-ІІІ ст. і Гнідинцівський ДНЗ «Теремок». Функціонує ТОВ «Гнідинці-Агро» і ТОВ «Прогрес».

## Склад ради
Рада складалася з 14 депутатів та голови.
- Голова ради: Міщенко Наталія Іванівна
- Секретар ради: Вовк Валентина Вікторівна

### Керівний склад попередніх скликань
| Прізвище, ім'я, по батькові | Основні відомості                                                         | Дата обрання | Дата звільнення |
| --------------------------- | ------------------------------------------------------------------------- | ------------ | --------------- |
| Міщенко Наталія Іванівна    | Сільський голова, 1952 року народження, освіта вища, член Народної партії | 26.03.2006   | 31.10.2010      |
| Міщенко Наталія Іванівна    | Сільський голова, 1952 року народження, освіта вища, позапартійна         | 31.10.2010   |                 |

Примітка: таблиця складена за даними сайту Верховної Ради України

### Депутати
За результатами місцевих виборів 2010 року депутатами ради стали:

#### За суб'єктами висування
| Суб'єкт висування                                       | Кількість обраних депутатів | %    |
| ------------------------------------------------------- | --------------------------- | ---- |
| Партія регіонів                                         | 9                           | 64,3 |
| Політична партія Всеукраїнське об'єднання «Батьківщина» | 4                           | 28,6 |
| Політична партія «Сильна Україна»                       | 1                           | 7,1  |

#### За округами
| № округу                                                | Прізвище, ім'я, по батькові        | Дата визнання обраним | Освіта  | Партійна приналежність                  | Відомості про обраного депутата                                      |
| ------------------------------------------------------- | ---------------------------------- | --------------------- | ------- | --------------------------------------- | -------------------------------------------------------------------- |
| Партія регіонів                                         |                                    |                       |         |                                         |                                                                      |
| 1                                                       | Антоновська Світлана Володимирівна | 01.11.2010            | середня | позапартійна                            | Гнідинцівська сільська рада, землевпорядник                          |
| 4                                                       | Щербаха Іван Олексійович           | 01.11.2010            | середня | позапартійний                           | Гнідинцівський сільський будинок культури, охоронець                 |
| 5                                                       | Рубан Валентина Іванівна           | 01.11.2010            | середня | позапартійна                            | Гнідинцівський сільський будинок культури, директор будинку культури |
| 6                                                       | Хоменко Наталія Федорівна          | 01.11.2010            | середня | позапартійна                            | Гнідинцівський фельдшерсько акушерський пункт, аптекар               |
| 7                                                       | Федорченко Галина Іванівна         | 01.11.2010            | середня | позапартійна                            | Гнідинцівська сільська рада, головний бухгалтер                      |
| 8                                                       | Соколівська Тетяна Василівна       | 01.11.2010            | вища    | позапартійна                            | Гнідинцівська загальноосвітня школа І-ІІІ ст., заступник директора   |
| 10                                                      | Вовк Валентина Вікторівна          | 01.11.2010            | середня | позапартійна                            | Гнідинцівська сільська рада, секретар сільської ради                 |
| 11                                                      | Вовк Валентина Олексіївна          | 01.11.2010            | середня | член Партії регіонів                    | магазин «Товари повсякденного попиту», завідувачка                   |
| 14                                                      | Дерко Олег Олександрович           | 01.11.2010            | середня | позапартійний                           | приватний підприємець                                                |
| Політична партія Всеукраїнське об'єднання «Батьківщина» |                                    |                       |         |                                         |                                                                      |
| 2                                                       | Рубан Сергій Олександрович         | 01.11.2010            | середня | позапартійний                           | Гнідинцівський газо-нафто переробний завод, оператор                 |
| 3                                                       | Давиденко Людмила Григорівна       | 01.11.2010            | середня | позапартійна                            | Гнідинцівська загальноосвітня школа І-ІІІ ст., технічний працівник   |
| 9                                                       | Якушова Наталія Володимирівна      | 01.11.2010            | вища    | позапартійна                            | Гнідинцівська загальноосвітня школа І-ІІІ ст., вчитель               |
| 12                                                      | Галушка Валерій Анатолійович       | 01.11.2010            | вища    | позапартійний                           | НГВУ «Чернігівнафтогаз», начальник електромереж                      |
| Політична партія «Сильна Україна»                       |                                    |                       |         |                                         |                                                                      |
| 13                                                      | Половко Надія Миколаївна           | 01.11.2010            | середня | член Політичної партії «Сильна Україна» | ТОВ «Прогрес», завідувач молочно-товарної ферми                      |

## Населення
Згідно з переписом УРСР 1989 року чисельність наявного населення сільської ради становила 1130 осіб, з яких 472 чоловіки та 658 жінок.
За переписом населення України 2001 року в сільській раді мешкали 1053 особи.

### Мова
Розподіл населення за рідною мовою за даними перепису 2001 року:
| Мова       | Відсоток |
| ---------- | -------- |
| українська | 97,33 %  |
| російська  | 2,48 %   |
| білоруська | 0,10 %   |